# Дюля
Дюля (болг. Дюля) — село в Болгарии. Находится в Бургасской области, входит в общину Руен. Население составляет 1 человек (2022).

## Политическая ситуация
В местном кметстве Рупча, в состав которого входит Дюля, должность кмета (старосты) исполняет Ахмед Якуб Мустафа (Движение за права и свободы (ДПС)) по результатам выборов.
Кмет (мэр) общины Руен — Дурхан Мехмед Мустафа (Движение за права и свободы (ДПС)) по результатам выборов.